# Mesquita dels Andalusins (Fes)
La Mesquita dels Andalusins o Mesquita d'Al-Andalusiyyin (en amazic: ⵎⴻⵣⴳⵉⴷⴰ ⴰⵏⴷⴰⵍⵓⵙ), a vegades també anomenada Mesquita d'Al-Àndalus) és una important mesquita històrica de Fes el Bali, l'antic barri de la medina de Fes, al Marroc. La mesquita fou fundada el 859-860, i això fa que siga una de les mesquites més antigues del Marroc. Està situada al cor d'un barri històricament associat als immigrants andalusins, d'on pren el seu nom. Des de llavors, s'ha renovat i ampliat unes quantes vegades. Ara és un dels pocs establiments de l'època de la Dinastia Idríssida que resten dempeus i un dels principals monuments de la ciutat.

## Història

### Fundació
Segons fonts històriques com ara al-Yazna'i, la mesquita, la va fundar al 859-860 (245 de l'Hègira) Maryam bint Mohammed ibn Abdullah al-Fihri (germana de Fàtima al-Fihriyya, que també fundà alhora la Universitat al-Qarawiyyin). En la construcció també van contribuir un grup de residents d'origen andalusí, que donaren a la mesquita el seu nom actual.  Aquests havien arribat a la ciutat com a refugiats el 818, fugint de la ciutat de Còrdova després d'una revolta fallida que se saldà amb dures repressions per part de l'emir omeia Al-Hàkam I. :46–47 
La construcció primera era modesta. Segons el geògraf andalusí del segle XII Abu-Ubayd al-Bakrí, la mesquita constava d'una sala hipòstila amb sis naus (o set, segons al-Yazna'i) formades per fileres paral·leles d'arcs de ferradura recolzats en columnes de pedra. Té un petit sahn (pati) en què hi ha una noguera i altres arbres. A diferència de moltes mesquites marroquines posteriors, les files d'arcs anaven d'est a oest, paral·leles al mur meridional de l'alquibla en lloc de perpendiculars. La mesquita disposava de molta aigua procedent d'un canal conegut com a Oued Masmuda.:9  :66 

### Primers afegits (seglex)

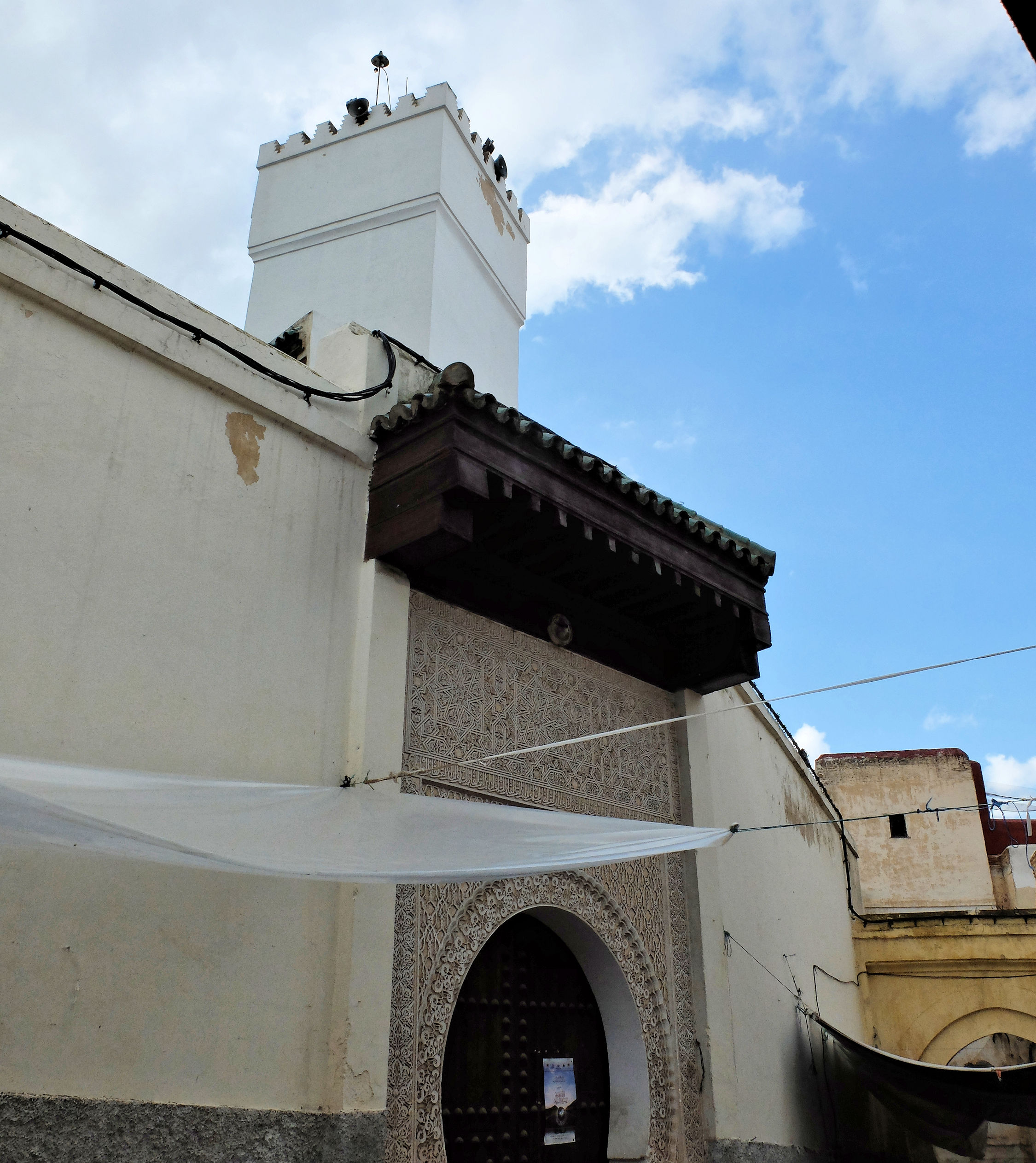
El minaret i l'entrada est de la mesquita

Durant el segle X, Fes es va veure atrapada en la rivalitat entre el Califat omeia de Còrdova i el Califat fatimita. Tanmateix, això beneficià les mesquites d'Al-Andalusiyyin i Al-Qarawiyyin, que van rebre el patrocini de faccions rivals durant aquest període. El 933, el nou governador zeneta de Fes, Hamid ibn Hamdan al-Hamdani, vassall del governant fatimita Ubayd-Al·lah al-Mahdí, traslladà la seu de la khutba (el sermó religiós durant les oracions del divendres) a la Mesquita dels Andalusos, i va substituir l'antiga Mesquita d'Al-Ashyakh, primera mesquita construïda a Madinat Fas per Idrís al-Àsghar, com a mesquita principal del barri andalusí de Fes el Bali. Alhora, la khutba també es va traslladar de la Mesquita de Shurafa a la de Qarawiyyin, a l'altra riba de la ciutat.
El 956, Abd-ar-Rahman III, califa omeia de Còrdova, patrocinà la construcció del minaret de la mesquita, que ha arribat fins als nostres dies. Henri Terrasse creia que la ubicació del minaret hauria estat l'escaire nord-oest (abans de la posterior ampliació).  Té una base quadrada amb un fust principal, coronat amb petits merlets i rematat per una cúpula. És semblant al minaret de la Mesquita del Qarawiyyin, que també es va construir en la mateixa època, tot i ser lleugerament més petit i senzill. És probable que tots dos estiguessen relacionats amb el minaret més gran que Abd-ar-Rahman III havia construït a la primeria de la mateixa dècada. La construcció de tots dos minarets anà a càrrec del governador local de Zenata, Ahmed ibn Abi Said, vassall dels omeies, però no és clar exactament quina implicació personal va tenir Abd-ar-Rahman III en el projecte més enllà de donar-hi fons: :8 
El 980, després que el nord del Marroc caigués sota el control de Bulugguín ibn Ziri, un emir de la Dinastia zírida que governava en nom dels fatimites (la base dels quals s'havia traslladat més a l'est, al Caire), va encarregar un nou mínbar (púlpit) per a la mesquita, que simbolitzava la victòria del xiisme fatimita sobre altres faccions com els sunnites omeies de Còrdova. En un dels plafons originari del mínbar es conserva una inscripció amb aquesta data (369 de l'Hègira), redescoberta en el segle XX per Henri Terrasse durant unes obres de restauració. Tanmateix, el nou episodi de dominació fatimita no va pas durar massa. El 985, Almansor, visir del califa Hixam al-Muàyyad bi-L·lah i governant de facto de Còrdova, envià el seu cosí Askalaja amb un exèrcit per a reprendre Fes i el nord del Marroc. Pocs mesos després de la presa de Fes, el mínbar es va parcialment reconstruir amb noves peces d'un estil artístic molt semblant, inclosa una part superior amb una inscripció que registrava la data del 375 de l'Hègira (985 o 986) i els noms d'Ibn 'Abi Amir i Hixam II. Se suposa que els elements que identificaven el mínbar com a fatimita es van eliminar deliberadament i es van substituir per elements omeies. Terrasse suggereix que la inscripció anterior del 369  (que no conté pas cap nom) es va deixar en el seu lloc perquè els artesans, que tal vegada no sabien llegir bé el cúfic, no es van adonar de la seua importància.:34–39 

### Reconstrucció almohade

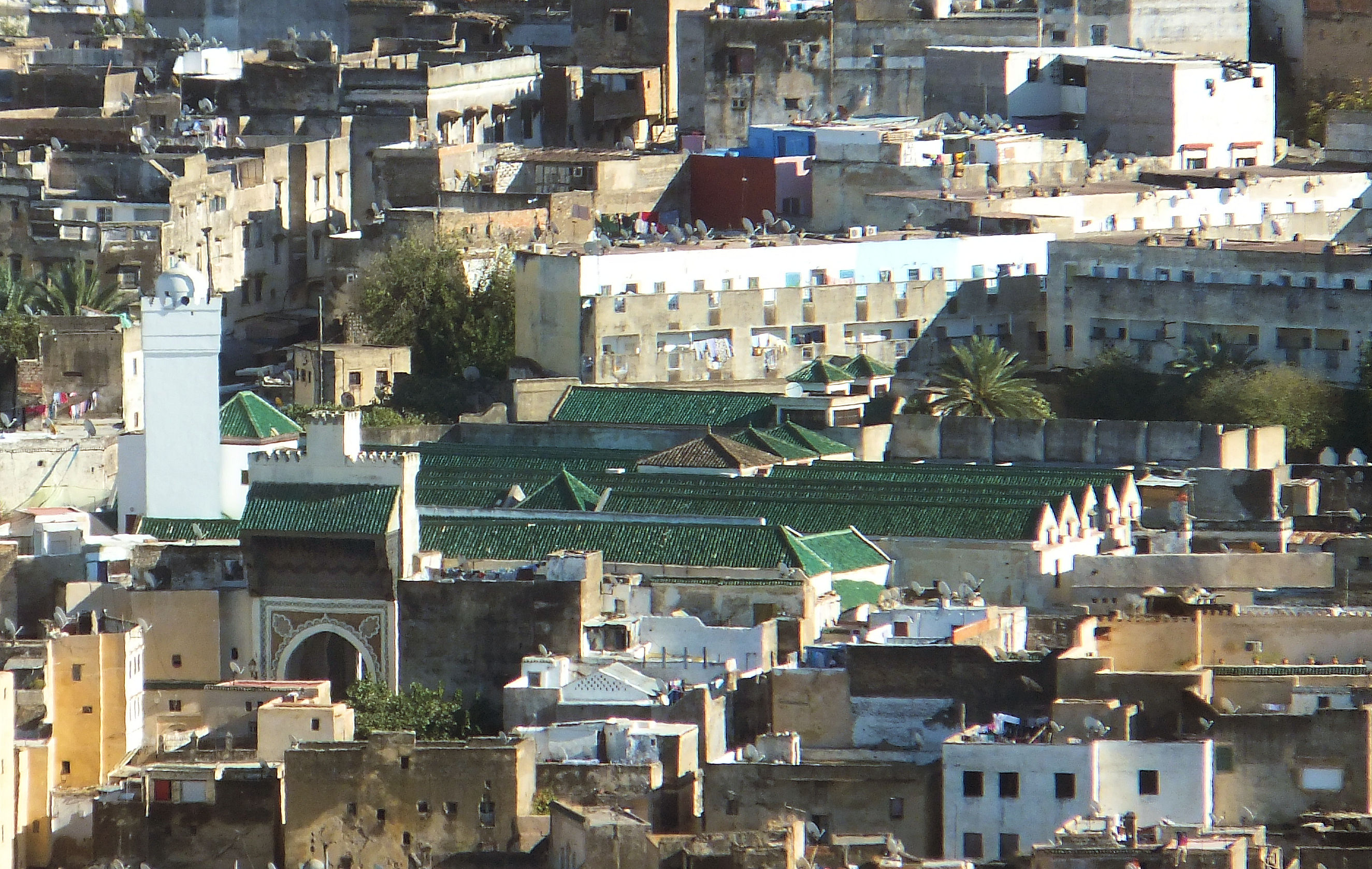
Vista actual del panorama de la mesquita; a més del minaret (esquerra), la porta monumental és visible des de lluny per la seua altura

La mesquita no va tornar a modificar-se fins a començament del segle XIII, durant el període almohade. Muhàmmad an-Nàssir (que governà els 1199-1213), el quart califa almohade, s'interessà per Fes més que els seus predecessors, sobretot per les fortificacions. Segons al-Yazna'i, quan el califa va ser informat que la Mesquita dels Andalusos necessitava reparacions, n'ordenà la restauració i ampliació,:10 i es feu entre el 1203 i el 1207.  Terrasse va assenyalar que aquest llarg període, així com el teixit relativament homogeni de l'edifici actual (que té pilars de rajola en lloc de columnes de pedra), suggereix que la mesquita fou reconstruïda quasi per complet en aquesta època. A més, l'alineació actual de l'alquibla sembla diferent de l'alineació del minaret del segle X, i això indica que aquest segueix alineat amb l'orientació més antiga de la mesquita.:189 
A més a més d'ampliar la planta de la mesquita, la reconstrucció almohade hi afegí una monumental porta nord, una font, una nova entrada per a la sala de pregària de les dones i un apartament per a l'imam situat en un pis superior a la sala de les dones. :10  També es va construir a l'altre costat del carrer una casa d'ablucions, o dar al-wudu, de manera semblant a una altra construïda alhora per a la Mesquita Qarawiyyin. Per tal de proveir d'aigua aquesta instal·lació d'abluciones, An-Nàssir Muhàmmad ibn Qalàwun també feu un nou canal d'aigua per a portar aigua des de fora de la ciutat directament a la mesquita.:11-12  La façana de l'alta porta nord està decorada amb zelliges i un elaborat baldaquí de fusta tallada, tot i que probablement es restauraren posteriorment i hui poc resta de la decoració almohade. :21 L'erudit Georges Marçais n'elogià l'arquitectura com a obra mestra de l'estil marroquí.
En acabar, els an-Nàssir també van restaurar l'antic mínbar de la mesquita. Una vegada més, en comptes de substituir-ho, els almohades optaren per restaurar-lo. La major part, en concret els laterals, es van cobrir amb nous panells de fusta decorats amb l'estil morisc d'aqueix període, fortament influenciat per l'artesania andalusina. El panell superior posterior, però, que presentava inscripcions de la restauració omeia del segle X, es va conservar en el seu lloc, i això tal vegada indicàs un cert respecte dels almohades per l'antic Califat de Còrdova. :39-40 

### Restauracions posteriors
Terrasse assenyala que la maçoneria utilitzada en la construcció almohade era de qualitat mitjana, i això obligà a reparar-la i restaurar-la a la fi del segle XIII sota la Dinastia marínida. El khatib de la mesquita, Abu Abdallah Muhammad ibn Abd al-Qasim ibn Hassuna, en sol·licità la reparació al soldà Abu-Yaqub Yússuf an-Nasr, que hi va accedir. Les reparacions es feren el 1295-96 (695 de l'Hègira). :11 En aquesta època se'n restaurà gran part de l'estructura, inclosos els pilars i sostres. El següent soldà, Abu Thabit, que governà breument entre els 1307 i 1308, va manar reparar els canals d'aigua almohades de la mesquita i també instal·là la font ornamental, i el mur nord del pati de la mesquita. :11-12  Malgrat que no s'esmenta en les fonts històriques, Terrasse creu que la porta oriental de la mesquita, a prop del minaret, probablement es va construir o decorar en el segle XIV, potser també sota el mandat d'Abu Thabit.  El Dar al-Muwaqqit, un apartament per al muwaqqit construït en el segon pis, al costat sud-est del minaret, probablement també data del període marínida, quan es van començar a afegir aquest tipus d'estructures a les mesquites. Sembla que un dels darrers sultans marínides, Abu Said Uthman III, va fundar el 1415 (816 de l'Hègira) un gran magatzem a la part posterior de la mesquita, amb una inscripció en lletra cursiva sobre les portes dobles. Terrasse també va datar durant Abu-Saïd Uthman III altres elements de fusta tallada en aquesta zona, a la porta de l'imam i voltants i en la mesquita funerària (Jama' al-Gna'iz) de la part posterior de la mesquita. 

També oferia set cursos d'educació i contenia dues biblioteques, semblants a la Mesquita al-Qarawiyyin, la qual cosa la convertia en la segona mesquita més important de la medina de Fes. Els marínides també van fundar almenys dues madrasses a la rodalia a començament del segle XIV: la Sahrij i la Sba'iyyin. Igual que les madrasses properes a la Mesquita Qarawiyyin, oferien cursos però també servien per a allotjar estudiants de fora de la ciutat que venien a estudiar a la mesquita. La mesquita ha estat restaurada en moltes ocasions al llarg dels anys, i n'ha conservat la forma. És probable que l'aspecte actual de la porta monumental de la mesquita es dega a una restauració de la Dinastia alauita. Mulay Ismail (governant entre els 1672 i 1727) renovà la font marínida del pati, on encara es pot veure el seu nom. La decoració d'estuc tallat del mihrab també es va refer i no és anterior al segle XVIII. :12-13  Entre les restauracions més modernes, l'erudit francés Henri Terrasse, que treballà en diversos monuments durant el període del Protectorat colonialista francés (1912-1956), feu un estudi complet de la mesquita, que es va publicar el 1942.:279 